# モーフとゆかいな仲間たち
モーフと幸せな友達（英：The Morph Files）は、モーフをフィーチャーした英国の子供向けストップモーション・アニメーションのコメディテレビ番組です。
このシリーズは、アードマンアニメーションズによって作成され、以前のショーの新しいアニメーションと古い映像を組み合わせたもので、英国でのみ放映された前のショーと同じキャストと、そのショーの映像を特集しています。

## エピソード
1. ベビーシッター
2. スキー
3. Gobbledygook
4. ドクターモーフ
5. ドッグショー
6. 運動する
7. ゲーム
8. 映画ショー
9. 園芸
10. ミラー
11. リトルグリーン
12. カウボーイズ
13. 誕生日パーティー